# Округ Ратланд (Вермонт)
Ратланд (енгл. Rutland County) је округ у америчкој савезној држави Вермонт.

## Демографија
По попису из 2010. године број становника је 61.642, што је 1.758 (-2,8%) становника мање него 2000. године.
| Група             | 2000.          | 2010.          |
| Белци             | 61.913 (97,7%) | 59.369 (96,3%) |
| Афроамериканци    | 209 (0,3%)     | 334 (0,5%)     |
| Азијати           | 245 (0,4%)     | 370 (0,6%)     |
| Хиспаноамериканци | 442 (0,7%)     | 681 (1,1%)     |
| Укупно            | 63.400         | 61.642         |